# FC Chesterfield

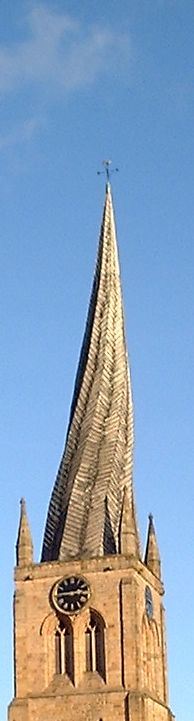
Die Kirchturmspitze der Chesterfield Parish Church ist Ursprung für den Spitznamen The Spireites (die Turmspitzen) des FC Chesterfield

Der FC Chesterfield (offiziell: Chesterfield Football Club) ist ein englischer Fußballverein aus Chesterfield, der seine Heimspiele im Proact Stadium austrägt. Der Klub wird wegen der berühmten schiefen Kirchturmspitze der Chesterfield Parish Church auch The Spireites (deutsch die Turmspitzen) genannt.

## Geschichte

### Gründungsphase
Der Chesterfield Football Club wurde am 19. Oktober 1867 während eines Treffens des Chesterfield Cricket Club im County Hotel in Saltergate gegründet und gilt damit heute als viertältester professioneller Verein Englands, obwohl hinsichtlich der Gründung von Stoke City der Entstehungstermin noch nicht zweifelsfrei nachgewiesen worden ist und Chesterfield möglicherweise sogar der drittälteste Klub ist.
Nur ein Jahr später absolvierte der Verein sein erstes Spiel und verlor dabei gegen den Garrick Club aus Sheffield. Die Mannschaft trat dabei in den künftig auch stets gültigen Vereinsfarben mit blauen Hemden und weißen Shorts an. Lediglich in der Saison 1890/91, als Chesterfield in den Farben des Union Jack spielte, wurde diese Tradition unterbrochen.
In der Anfangszeit, als das Fußballspiel noch mit 14 Akteuren pro Mannschaft ausgetragen wurde, war Chesterfields Tommy Bishop, im regulären Beruf ein Tabakhändler, als der beste Spieler der gesamten Region North Derbyshire zu seiner Zeit bekannt. Im Jahr 1881 löste sich der Verein auf und bildete sich ein Jahr später als Chesterfield Town neu. Unter diesem Namen trat Chesterfield im Jahr 1896 zunächst der Midland League bei und wurde nur drei Jahre später offiziell in der Second Division von der Football League aufgenommen. Dort gewann der Verein in seinem ersten Spiel gegen Woolwich Arsenal durch den Siegtreffer von Herbert Munday.

### Existenzkämpfe zu Beginn des 20. Jahrhunderts
Finanzielle Probleme führten dann ab dem Jahr 1909 zuerst zum Verlassen der Football League und 1915 zur erneuten Auflösung des Vereins. Unter dem Namen Chesterfield Town Football Club kehrte der Klub zwar unter Leitung des Gastwirts O. W. Everest kurz darauf wieder zurück, verstrickte sich 1917 jedoch in einen Finanzskandal. Im Jahr 1919 gründete sich der Verein unter dem Namen Chesterfield Municipal Football Club wieder neu und trat 1921 der frisch ins Leben gerufenen Division 3 (North) bei.
Nach neun Jahren Zugehörigkeit zu der dritten Liga gewann Chesterfield 1931 nach einem bis 2003 gültigen Rekord von 46 Ligaspielen ohne Niederlage die Meisterschaft und stieg in die Second Division auf.

### Aufenthalt in den unteren Ligen und internationale Ausflüge
Der Verein pendelte in der Folgezeit leistungsmäßig zwischen der zweiten und dritten Liga. Einem weiteren Aufstieg im Jahr 1936 standen Abstiege in den Jahren 1933 und 1951 gegenüber. Aus dieser Zeit stammt auch der bisherige Zuschauerrekord vom 7. April 1939, als im Ligaspiel gegen Newcastle United 30.968 Besucher gezählt wurden. In den 40er-Jahren absolvierte Chesterfield einige internationale Freundschaftsspiele und lieh sich für diese Spiele Trikots von Ajax Amsterdam aus. Weiterführende Pläne, die für 1948 eine Tournee durch Brasilien vorsahen, wurden durch die FA vereitelt.
Im Jahr 1958 stand erstmals Gordon Banks als junger Torwart zwischen den Pfosten und löste Ron Powell ab, der zuvor in 284 aufeinanderfolgenden Spielen aktiv gewesen war. Banks sollte später Teil der englischen Weltmeistermannschaft 1966 sein, wohingegen Chesterfield 1961 sogar in die drei Jahre zuvor neu gegründete Fourth Division absteigen musste.
Für den Rest der 1960er-Jahre sollte der Verein in der untersten Profiliga verbleiben, bis Chesterfield dann 1970 als Viertligameister in die Third Division zurückkehrte. Während der Zeit bis 1983, als der Verein erneut abstieg und wieder nur knapp dem finanziellen Kollaps durch eine kurzfristige Rettungsaktion von zwei Geschäftsleuten aus Chesterfield entkam, konnte der Klub im Jahr 1981 mit dem Anglo-Scottish Cup seinen ersten und bis heute einzigen Titel erringen. Mit der Viertligameisterschaft im Jahr 1985 stellte Chesterfield dann die erneute Rückkehr in die Drittklassigkeit sicher.

### Pokalerfolge und jüngste Entwicklungen

Historisches Logo bis 2010

Nachdem der Verein seit 1989 wieder viertklassig war, machte er 1992 durch ein spektakuläres 4:4 im Ligapokal an der Anfield Road gegen den FC Liverpool auf sich aufmerksam. Drei Jahre später gewann Chesterfield im Play-off um den Aufstieg in die dritte Liga (nach der Gründung der Premier League nun Second Division genannt) im Wembley-Stadion mit 2:0 gegen den FC Bury und feierte im Jahr 1997 im FA Cup seine wohl größten Erfolge.
Chesterfield zog im englischen Pokal in das Halbfinale ein und trennte sich dort zunächst im Old Trafford vom FC Middlesbrough mit 3:3, wobei ein Treffer von Jonathan Howard für Chesterfield nicht anerkannt wurde, was sich nach Betrachtung der Videoaufnahmen nach dem Spiel als Fehlentscheidung herausstellte. Im Wiederholungsspiel verlor Chesterfield dann mit 0:3 und schied aus dem Wettbewerb aus.
Es folgten erneute Rückschläge in Form des Abstiegs im Jahr 2000 und einem sich anschließenden 9-Punkte-Abzug für die kommende Saison aufgrund von finanziellen Ungereimtheiten im Verein, bei denen mehrere 100.000 Pfund veruntreut wurden. Trotz dieses Handicaps und mit der Unterstützung des von den Anhängern eingerichteten Konsortiums Chesterfield Football Supporters' Society gelang dem Verein der direkte Wiederaufstieg. Bis 2007 hielt sich der Verein beständig in der dritten Liga, stieg dann aber doch in die Football League Two (vierte Liga) ab. Vier Jahre später gelang die Rückkehr in die Football League One.
Im Sommer 2008 übernahm der einheimische Geschäftsmann Chris Taylor für schätzungsweise 6,8 Millionen Pfund die Eigentümerschaft an dem Verein. Ungefähr zur gleichen Zeit verkündete der FC Chesterfield nach erteilter Baugenehmigung sein Vorhaben, bis 2010 ein neues Stadion in Whittington Moor zu errichten. Im Sommer 2010 wurde dann das für 13 Millionen Pfund errichtete b2net Stadium (heute Proact Stadium) eingeweiht.

## Ligazugehörigkeit
- 1896–1899: Midland League
- 1899–1909: Football League Second Division
- 1909–1921: Midland League
- 1921–1931: Football League Third Division
- 1931–1933: Football League Second Division
- 1933–1936: Football League Third Division
- 1936–1951: Football League Second Division
- 1951–1961: Football League Third Division
- 1961–1970: Football League Fourth Division
- 1970–1983: Football League Third Division
- 1983–1985: Football League Fourth Division
- 1985–1989: Football League Third Division
- 1989–1992: Football League Fourth Division
- 1992–1995: Football League Third Division
- 1995–2000: Football League Second Division
- 2000/01: Football League Third Division
- 2001–2004: Football League Second Division
- 2004–2007: Football League One
- 2007–2011: Football League Two
- 2011–2012: Football League One
- 2012–2014: Football League Two
- 2014–2017: Football League One
- 2017/18: Football League Two
- 2018–2024: National League
- seit 2024: EFL League Two

## Erfolge
- Meister Midland Football League: 1909/10, 1919/20
- Meister Football League Third Division North: 1930/31, 1935/36
- Meister Football League Fourth Division: 1969/70, 1984/85
- Meister Football League Two:  2010/11
- Anglo-Scottish Cup: 1980/81
- Football League Trophy: 2011/12

## Trainer
- Paul Cook (2012–2015)
- Dean Saunders (2015)
- Danny Wilson (2015–2017)
- Gary Caldwell (2017)
- Jack Lester (2017–2018)
- Martin Allen (2018)
- John Sheridan (2019–2020)
- John Pemberton (2020)
- James Rowe (2020–2022)
- Paul Cook (2022–)